# Армия за освобождение на Белуджистан
Армията за освобождение на Белуджистан (на английски: Balochistan Liberation Army) е военизирана сепаратистка организация, като основни цели на организацията е създаването на суверенно правителството на Белуджистан. Армията за освобождение на Белуджистан става известна на обществеността през лятото на 2000 година. След серия от атаки с използване на взривни устройства през 2006 година е обявена за терористична организация от правителството на Пакистан.
През месец август 2012 година организацията поема отговорност за бомбено нападение, при което загиват 5-а пакистански военни а други 10 са ранени.